# Hnátnice
Hnátnice (en allemand : Friedrichswald) est une commune du district d'Ústí nad Orlicí, dans la région de Pardubice, en République tchèque. Sa population s'élevait à 803 habitants en 2024.

## Géographie
Hnátnice se trouve à 7 km au nord-est d'Ústí nad Orlicí, à 48 km à l'est de Pardubice et à 144 km à l'est de Prague.
La commune est limitée par Žampach et Písečná au nord et au nord-est, par Letohrad à l'est, par Dolní Dobrouč au sud-est, par Libchavy au sud-ouest et à l'ouest.

## Histoire
La première mention écrite du village date de 1364.
Jusqu'en 1918, la ville (au nom bilingue de Friedrichswald - Hnatnice) fait partie de l'empire d'Autriche), puis d'Autriche-Hongrie (Cisleithanie après le compromis de 1867), dans le district de Landskron, l'un des 94 Bezirkshauptmannschaften de Bohême. Le bureau de poste est ouvert en 1886.

## Galerie

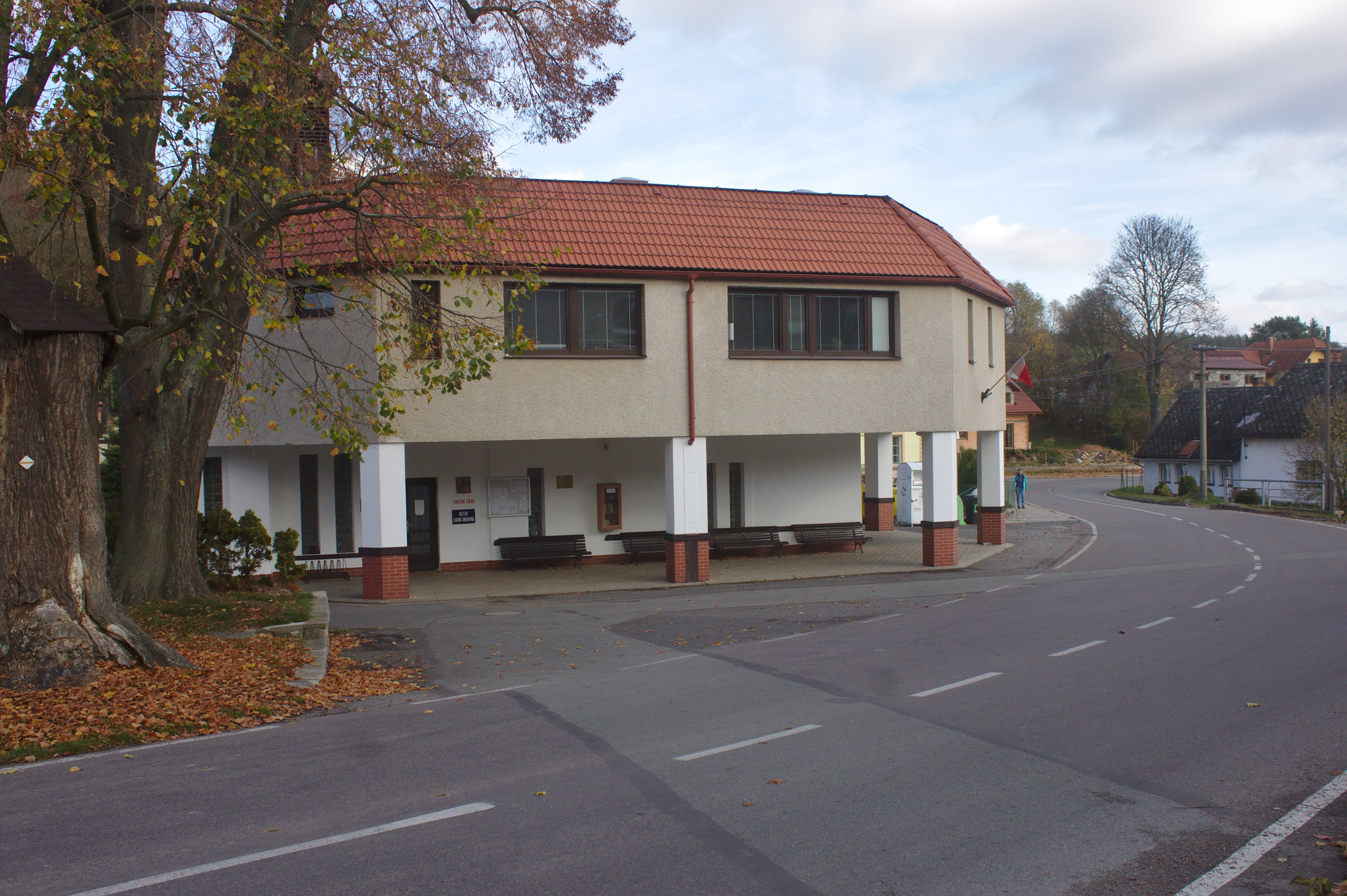
Hnátnice : la mairie.
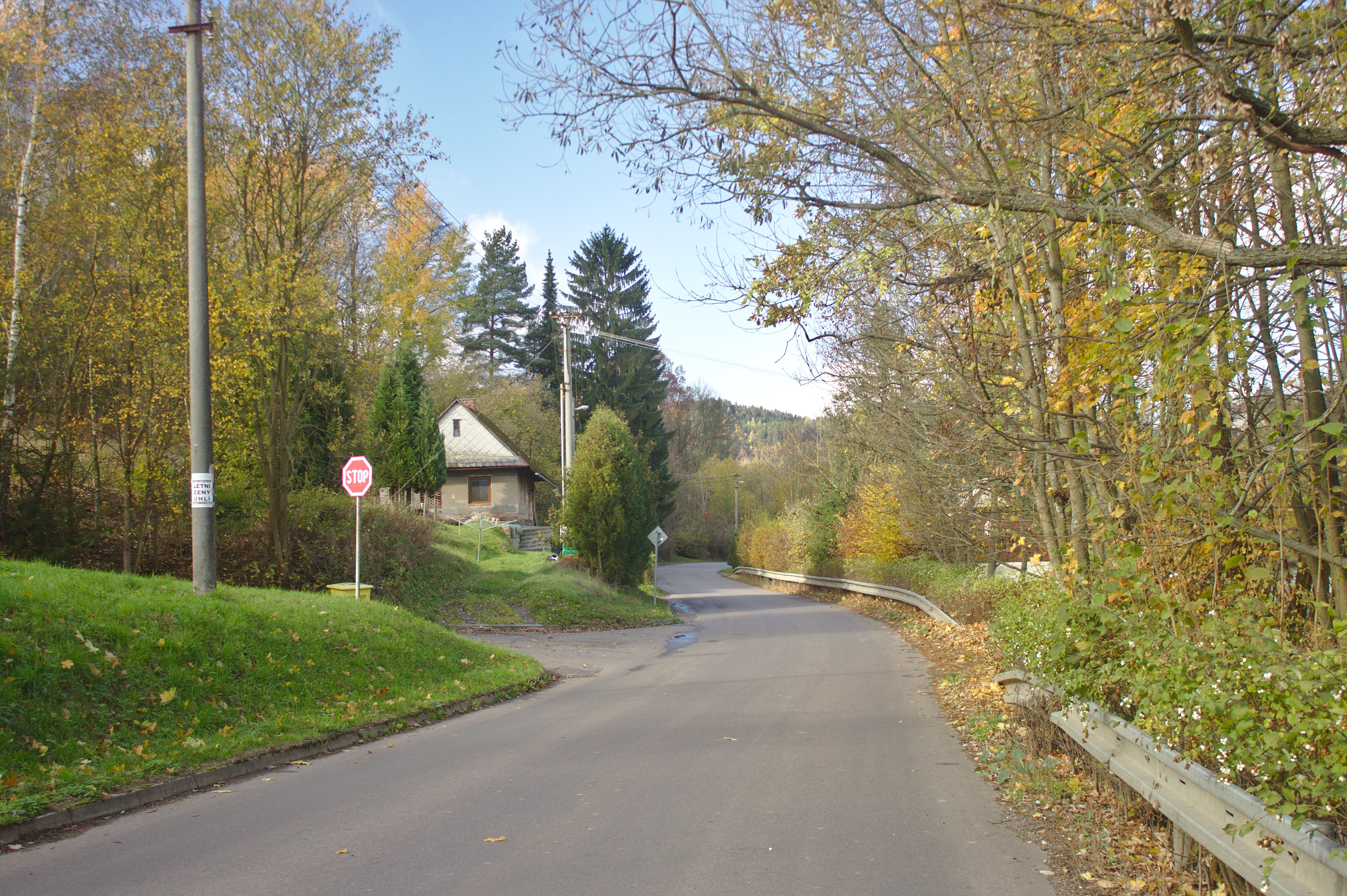
Rue de Hnátnice.

## Transports
Par la route, Hnátnice se trouve à 8 km de Letohrad, à 9 km d'Ústí nad Orlicí, à 59 km de Pardubice et à 172 km de Prague. 